# Everett McGill
Everett McGill (født Charles Everett McGill III, 21. oktober 1945) er en tidligere amerikansk skuespiller, der er bedst kendt for biroller i film som Licence to Kill, Silver Bullet, The People Under the Stairs, Elitesoldaten, Dune, Yanks, Under Siege 2: Dark Territory og My Fellow Americans.

## Liv og karriere
McGill blev født Charles Everett McGill III i Miami Beach i Florida. Han gik på Rosedale High School in Kansas City, Kansas og blev færdig i 1963.

### Film
McGill har en relativt kort filmografi, men har formået at blive berømt ved at være med i film som Brubaker med Robert Redford. Han spillede også med i Chad Richards sæbeopera The Guiding Light i 1975 og 1976 hvilket bidrog til kultstatus. Efter at være kommet i offentlighedens søgelys fik han rollen som hulemanden Naoh i filmen Quest for Fire i 1981, og McGill var med i Silver Bullet, der var en varulvfilm inspireret af en af Stephen Kings noveller. Krigsfilmen Field of Honor og Clint Eastwood krigsfilm Elitesoldaten, begge fra 1986 samt James Bond-filmen Licence to Kill fra 1989 gav ham yderligere berømmelse. I 1988 spilede McGill titelrollen i Iguana, der blev instrueret af Monte Hellman. I slutningen af 1996 medvirkede han i My Fellow Americans sammen med James Garner og Jack Lemmon.

### Arbejde med David Lynch
Skuespilleren er mest anerkendt for sit arbejde med David Lynch. McGill arbejdede sammen med for første gang i 1984 i filmatiseringen af Frank Herberts Dune, hvor han spillede Fremen-lederen Stilgar. McGill optrådte senere som Ed Hurley i kult-serien Twin Peaks. McGill han spillede også med i Lynchs film The Straight Story fra 1999.

### The People Under the Stairs
I 1991 blev McGill genforenet med Wendy Robie, der også spillede med i Twin Peaks. De optrådte som skurke i Wes Craven film The People Under the Stairs.

## Filmografi
- Yanks (1979)
- Union City (1980)
- Brubaker (1980)
- Quest for Fire (1981)
- Dune (1984)
- Silver Bullet (1985)
- Field of Honor (1986)
- Elitesoldaten (1986)
- Iguana (1988)
- Licence to Kill (1989)
- Jezebel's Kiss (1990)
- The People Under the Stairs (1991)
- Under Siege 2: Dark Territory (1995)
- My Fellow Americans (1996)
- Jekyll Island (1998)
- The Straight Story (1999)